# Hans Parkov
Hans Peter Parkov (født 20. september 1857 i København, død 10. april 1934 i Gentofte) var en dansk officer og politiker.
Hans Parkov var adoptivsøn af restauratør Hans Petersen og hustru Inger Larsdatter, gik ind i Hæren, hvor han blev sekondløjtnant 1879, premierløjtnant 1881, kaptajn 1891, oberstløjtnant 1906 og oberst 1913. 1916 var han chef for Tunestillingens artillerikommando, 1918 stabschef hos generalinspektøren for Artilleriet og tog året efter sin afsked efter at have været bestyrer af Frederiksværk Krudtværk.
Han var Folketingsmand for Frederiksværkkredsen for Højre 1906-1913 og atter fra 1918-1934. Fra 1920 var han 2. viceformand i Folketinget. Samtidig var han formand (fra 1934 borgmester) for Gentofte Kommunalbestyrelse i 25 år (1909-1934). Han var en populær og anset politiker, som også politiske modstandere havde stor respekt for.
Parkov var også formand for Frederiksborg Amts Skytteforening og for overbestyrelsen for De Danske Skytteforeninger, medlem af Statens Lønningsråd fra 1924, af amtsrådet for Københavns Amt fra 1922, af bestyrelsen for Københavns Sygehjem, for A/S Hellerup Bank, for Foreningen af 23. april 1882, for A/S C. Wiibroes Bryggeri, som han også kortvarigt var direktør for 1929-1932, for A/S Frederiksborg Amts Tidende, næstformand i NESA og i kontrolkomitéen for A/S Haand i Haand. Han var Kommandør af 1. grad af Dannebrog, Dannebrogsmand, ridder af Æreslegionen m.fl.
Han var gift (11. december 1885) med Esther Margrethe Petersen, datter af vognmand Hans Petersen og hustru Ane f. Petersen. Parkov er begravet på Ordrup Kirkegård. Hans søn Knud Parkov efterfulgte ham i 1932 som direktør for Wiibroes Bryggeri i Helsingør. Parkovsvej i Gentofte er opkaldt efter ham.